# Bombardement de Gênes (1684)
Pour les articles homonymes, voir Bombardement de Gênes.

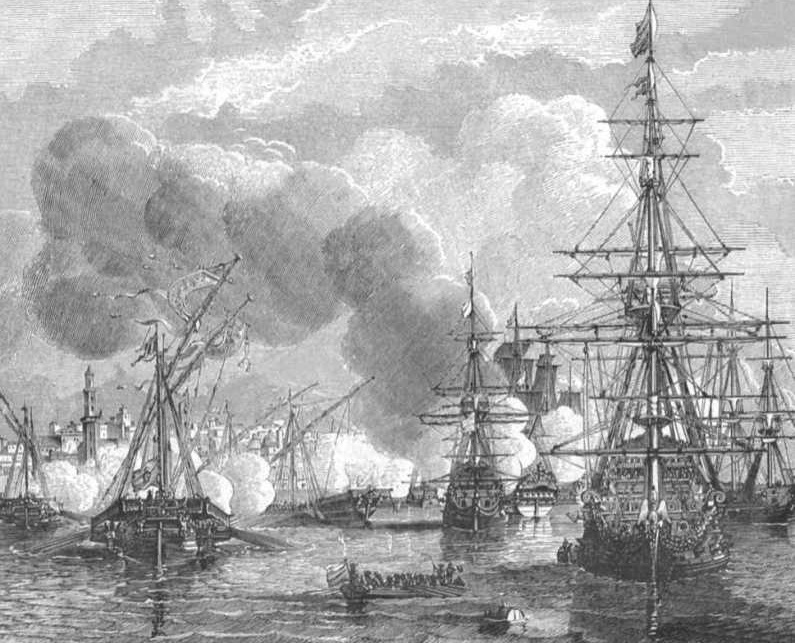
Tableau du XIXe siècle représentant le bombardement de Gênes

Le bombardement de Gênes en 1684 est une opération navale conduite au nom du roi de France par une flotte de la Marine royale placée sous les ordres du lieutenant général des armées navales Duquesne contre la ville italienne de Gênes. Après plusieurs jours de bombardement et la prise du fort de la ville par des troupes françaises, la ville se rend et le doge est contraint de venir faire des excuses publiques à Louis XIV au château de Versailles.

## Contexte
Louis XIV veut punir la république de Gênes, officiellement car elle fournissait des galères à l'armada espagnole, alors que la France se trouvait engagée dans la guerre des Réunions avec la Monarchie catholique espagnole, que Gênes, par traité, avait autorisée à utiliser son port pour y débarquer des troupes se rendant au duché de Milan alors espagnol. Au même moment, le doge de Gênes traitait avec désinvolture l'ambassadeur français François Pidou, chevalier de Saint-Olon.
De plus, pour la France, Gênes est en mer Méditerranée un concurrent commercial qu'il faut intimider, car il a obtenu des privilèges commerciaux avec l'Empire ottoman que les Français n’ont pu renouveler.
Certains historiens pensent également que Gênes a livré des munitions à la Régence d'Alger, que les Français ont bombardée en août 1682, puis en juin et août 1683.
Une autre raison serait le soutien français aux revendications de la famille Fieschi, grande famille génoise.

## Opérations

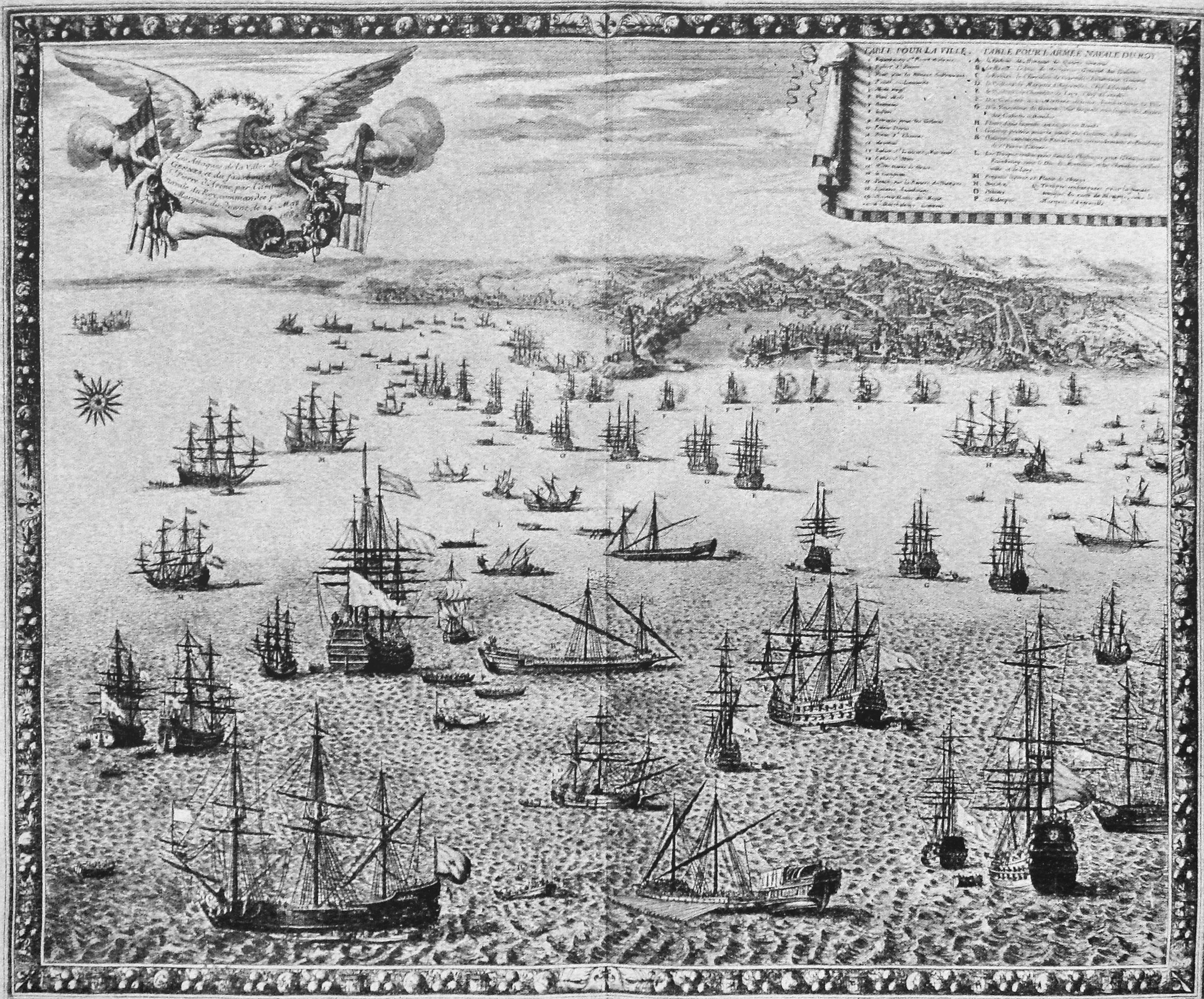
Bombardement de Gênes par Duquesne, tableau de Beaulieu le Donjon.

Sans déclaration de guerre formelle, une flotte française, commandée par Abraham Duquesne, bombarda la ville de Gênes entre le 18 et le 28 mai 1684.
La flotte réunissait un total de 14 vaisseaux (dont l'Ardent de 74 canons et le Ferme de 64 canons), emportant 768 canons et 4 655 membres d'équipage, ainsi que 20 galères et 10 galiotes à bombes.
D’après le plan que Vauvré, intendant de la marine à Toulon, avait adressé au ministre de Seignelay le 29 février 1684, « les 10 galiotes seront postées à 530 toises (1 060 m) du bastion de Carignan, où est le môle, afin de pouvoir jeter les bombes à l’intérieur de la ville distante d’environ 800 à 900 toises (1 600 à 1 800 m). On ne peut bombarder que de nuit dans la mesure où les galiotes auraient été de jour trop exposées aux canons. La première galiote du côté du fanal est distante de 630 toises (1 260 m) ; il faudra porter leurs ancres à 400 toises (800 m) des bastions. Les galiotes sont à 40 toises (80 m) les unes des autres ».
Préalablement approuvé par Usson de Bonrepaus, l’homme de confiance de Seignelay qui avait assuré toute la préparation logistique de l’expédition, le plan de mouillage des galiotes fut établi par Pierre Landouillette de Logivière d’après les données de celui que l’ingénieur Pétré avait fait de la défense de Gênes en 1683. « Les galiotes, qui se trouveront initialement placées à 1 500 toises (3 000 m) des défenses du port, se hâleront sur des flûtes pour être approchées à 800 toises (1 600 m) le jour et 400 toises (800 m) la nuit, afin que les bombes puissent passer les défenses du port le jour 700 à 800 toises (1 400 à 1 600 m) et la nuit 1 000 à 1 200 toises (2 000 à 2 400 m) ».
Le 17 mai, les vaisseaux de guerre furent mouillés à 1 500 toises (3 000 m) du bastion de Carignan ou de la côte à 50 brasses d’eau (85 m) dans un fond de vase, distants les uns des autres de 50 toises (100 m). Au départ, les 10 galiotes furent postées à la portée du canon des murailles, à environ 1 300 toises (2 600 m) sur une ligne s’étendant depuis la tour du fanal, qui était à gauche de l’armée navale, jusqu’au faubourg de Bisagno, qui était à droite.
Le 18 mai, les chevaliers de Tourville et de Lhéry, qui étaient de jour, visitaient continuellement les postes et portaient les ordres au commandeur Desgouttes, commandant les galiotes. Le 19, les galiotes furent rapprochées et postées plus près de la ville. D’après le plan joint à la lettre de Benjamin de Combes du 4 juin 1684, les 10 galiotes se trouvèrent à 1 200 m ou 1 400 m des défenses du port, le môle neuf au-dessus, un peu sur la gauche, et le vieux môle au-dessus, sur la droite. Le bombardement commença, il dura jusqu'au 22 mai et 13 000 boulets de canons furent tirés. L'incendie est immense, à tel point qu'on dit que l'on peut lire, en pleine nuit, sur le pont des navires français ancrés au large.[réf. nécessaire]

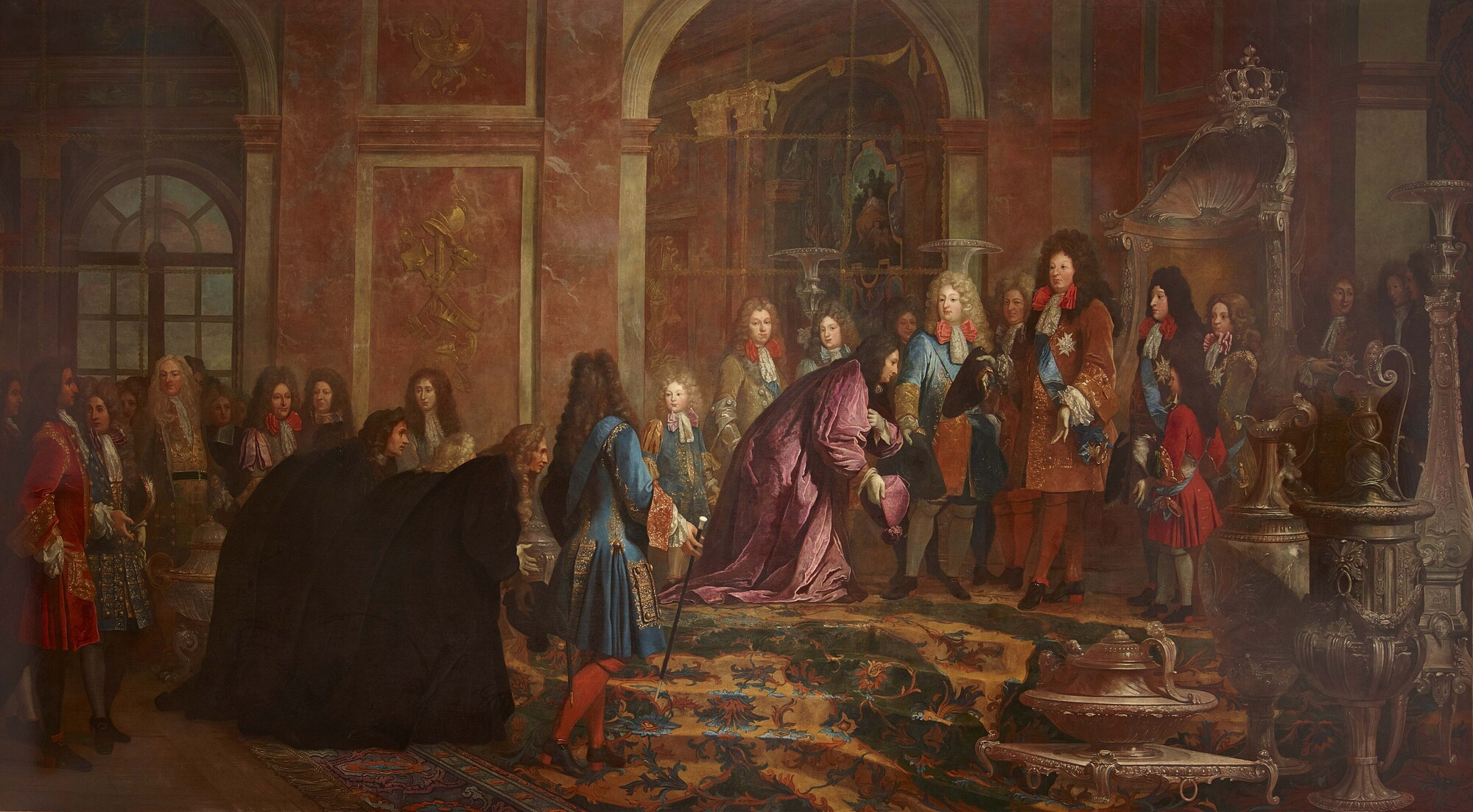
Réparation faite à Louis XIV par le doge de Gênes, 15 mai 1685, peint par Claude Guy Hallé, huile en 1715.

Le 22 mai, Duquesne, ayant envoyé un émissaire aux Génois qui l'avaient refusé, se décide à opérer une descente. Le duc de Vivonne est chargé de diriger cette opération. Les troupes sont réparties en trois corps : le premier, de 1 200 hommes, placé sous les ordres du duc ; le second, de 800 hommes, placé sous les ordres de Tourville, et le troisième, de 800 hommes également, est confié au chevalier de Lhéry, chef d'escadre.
L'attaque devait avoir lieu face au fort situé au bord de la mer, au milieu du faubourg de Saint-Pierre d'Aréna. L'attaque est lancée malgré la vive résistance des Génois ; le retranchement est enlevé par les Français mais Henri Cauchon de Lhéry meurt au combat. Devant les dégâts, Gênes est contrainte de se soumettre et le doge de Gênes, Francesco Maria Imperiale Lercari, malgré l'interdiction de quitter la République lorsqu'il est en fonction, doit se rendre à Versailles, en mai 1685, pour présenter les excuses de la République. Le doge arrive en présence du roi, en plein mois d'août, avec un vêtement de velours, une action publicitaire adroite qui détermina le début d'une période de grande exportation de velours de Gênes vers la France. Pendant la visite, le roi, montrant au doge le nouveau palais royal de Versailles, lui demanda quelle était la chose qui l'avait le plus étonné pendant sa visite. Le doge répondit d'une formule lapidaire, caractéristique du sarcasme génois : « Mi chi » c'est-à-dire « Moi ici ».

## Bilan
En ajout des victoires françaises sur les autres fronts, ces faits d'armes impressionnent les Provinces-Unies. Pourtant menacées par l'avancée de l'armée française dans les Pays-Bas espagnols, elles rompent leur alliance avec l’Espagne des Habsbourg le 29 juin 1684, ce qui conduit à la trêve de Ratisbonne.
Cependant, il semblerait que le bombardement, s'il fit quantité de dommages matériels, causa peu de victimes et aucune panique. Le gouvernement génois se réfugia dans l'albergo dei poveri d'Emmanuel Brignole et les troupes espagnoles et corses restèrent disciplinées, repoussant les Français (le bilan aurait été volontairement exagéré pour des raisons politiques sans se soucier du fait historique, tant par les Français désireux de glorifier leur victoire que par les Espagnols qui voulaient démontrer les faiblesses de la République génoise).
L’indemnité payée par la république de Gênes revint en partie aux Fieschi et en partie à la reconstruction des églises détruites par les bombes ; les commerçants français installés dans la ville furent ruinés.

### Ouvrages récents
- Michel Vergé-Franceschi (dir.), Dictionnaire d'Histoire maritime, Paris, éditions Robert Laffont, coll. « Bouquins », 2002, 1508 p. (ISBN 2-221-08751-8 et 2-221-09744-0)
- Jean Meyer et Martine Acerra, Histoire de la marine française : des origines à nos jours, Rennes, Ouest-France, 1994, 427 p. [détail de l’édition] (ISBN 2-7373-1129-2, BNF 35734655)
- Rémi Monaque, Une histoire de la marine de guerre française, Paris, éditions Perrin, 2016, 526 p. (ISBN 978-2-262-03715-4)
- Étienne Taillemite, Dictionnaire des marins français, Paris, Tallandier, coll. « Dictionnaires », octobre 2002, 537 p. [détail de l’édition] (ISBN 978-2847340082)
- Lucien Bély (dir.), Dictionnaire Louis XIV, Paris, éditions Robert Laffont, coll. « Bouquins », 2015, 1405 p. (ISBN 978-2-221-12482-6)
- Guy Le Moing, Les 600 plus grandes batailles navales de l'Histoire, Rennes, Marines Éditions, 2011, 619 p. (ISBN 978-2-35743-077-8)
- John A. Lynn (trad. de l'anglais), Les Guerres de Louis XIV, Paris, éditions Perrin, coll. « Tempus », 2014, 561 p. (ISBN 978-2-262-04755-9)

### Ouvrages anciens
- Eugène Sue, Histoire de la marine française : XVIIe siècle - Jean Bart, F. Bonnaire, 1836 (lire en ligne), p. 121-151
- Onésime Troude, Batailles navales de la France, t. 1, Paris, Challamel aîné, 1867-1868, 453 p. (lire en ligne)
- Charles La Roncière, Histoire de la Marine française : La crépuscule du Grand règne, l’apogée de la Guerre de Course, t. 6, Paris, Plon, 1932, 674 p. (lire en ligne)